# Gevechtsmes Eickhorn KM2000
De KM 2000 is het huidige gevechtsmes van de Bundeswehr. (KM staat voor Kampfmesser, ('gevechtsmes') )

## Geschiedenis en technologie
In 2001 schreef het Bundesamt für Wehrtechnik und Beschaffung (BWB) van het Duitse Ministerie van Defensie een aanbesteding uit voor een nieuw gevechtsmes voor de Bundeswehr ter vervanging van het uit 1968 stammende gevechtsmes (BW Kampfmesser 68).Het contract werd gegund aan Eickhorn-Solingen Ltd.Het mes is vervaardigd volgens de NATO kwaliteitsrichtlijnen.
De massa van het mes bedraagt ongeveer 330 g en de totale lengte van ongeveer 302 mm.
De KM2000 is een van de weinige (zo niet het enige) militaire messen is met een  "tanto-lemmet" dat in grote aantallen wordt uitgegeven.

### Lemmet
Het 172 mm lange lasergesneden tanto-lemmet is gemaakt van gesmeed roestvast staal, is zwart gecoat en heeft een ononderbroken rugdikte van ongeveer 5 mm. De achterste helft van het snijvlak is getand.
De angel van het lemmet loopt door het hele heft en steekt er aan het uiteinde uit. Daardoor is de achterzijde van het heft als ‘noodhamer’ te gebruiken om bijvoorbeeld een autoruit in te slaan.

De lemmet is met een schroef aan het heft bevestigd.

### Heft
Het ergonomische heft incl. stootplaat en pommel is symmetrisch gevormd, zodat het mes kan worden gebruikt door links- en rechtshandige mensen. Het heft is gemaakt van met glasvezel versterkt polyamide (PA6) en heeft een geribbelde duimsteun aan de voorkant.

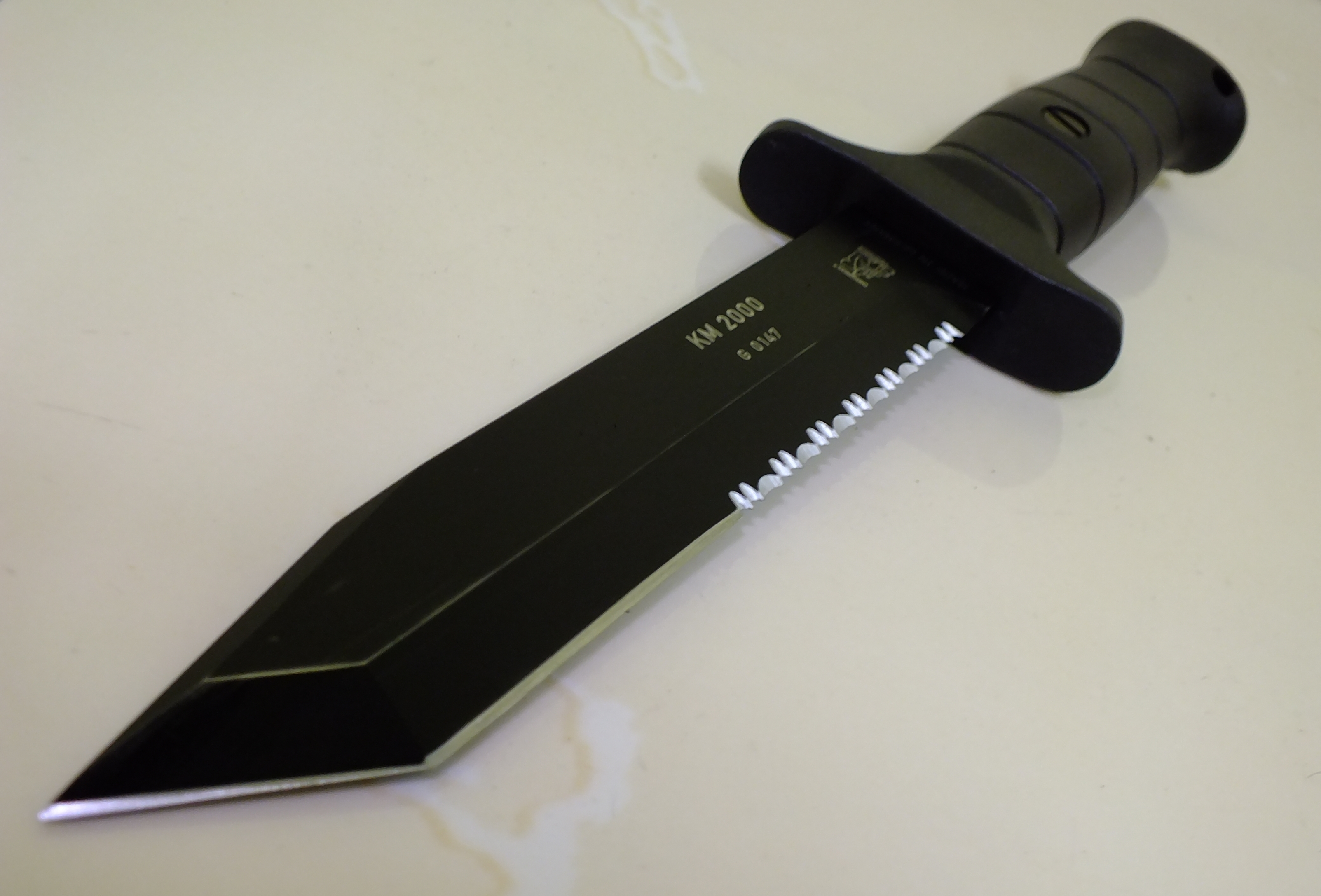
Nieuw model KM2000 met gemodificeerd tanto lemmet

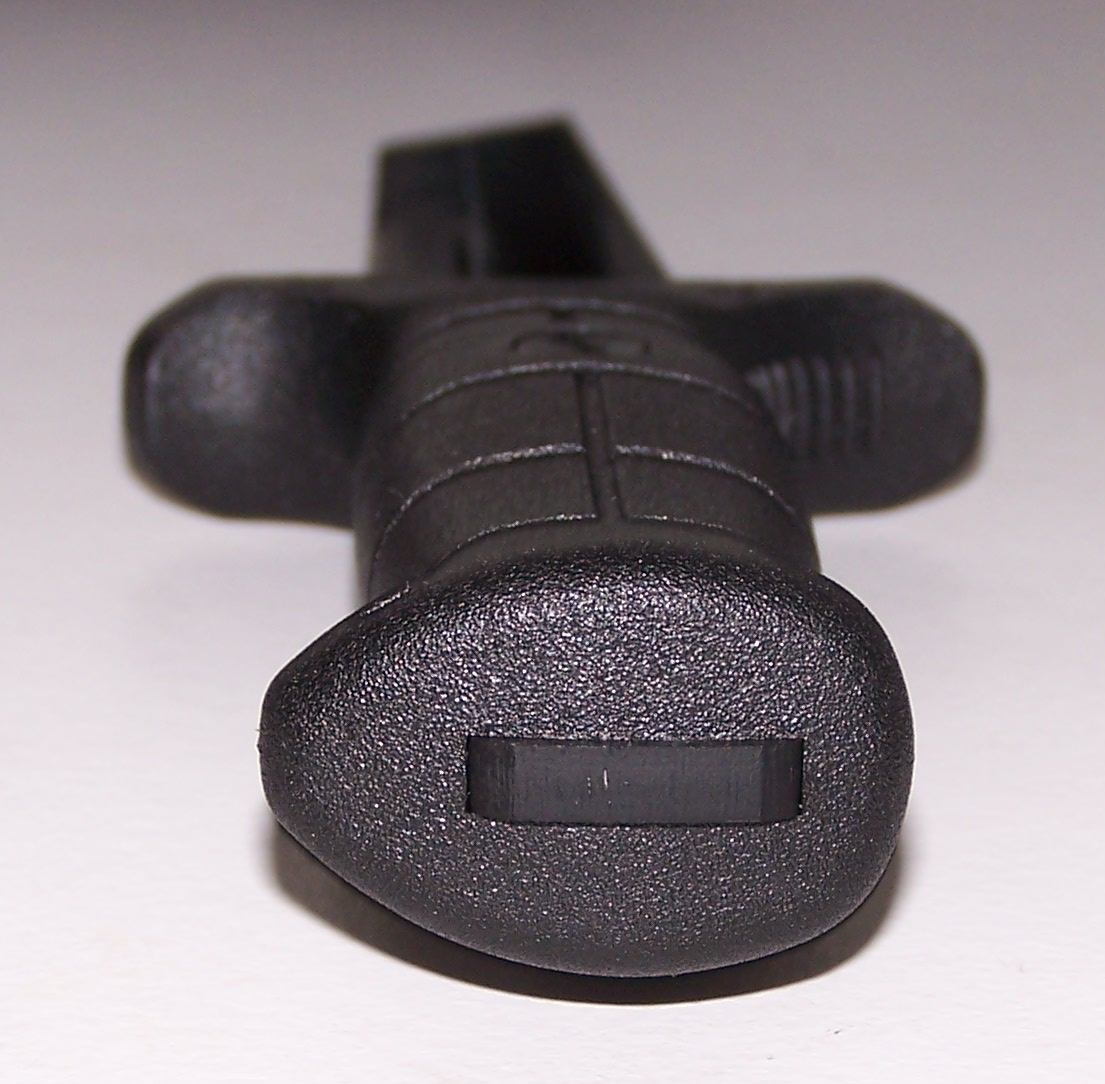
Metalen knop aan onderzijde van de KM2000

### Foedraal
Het foedraal bestaat uit twee delen, de schede en het draagelement.

De schede is evenals het heft, gemaakt van glasvezel versterkt polyamide (PA6). Aan de binnenkant zit een veer die ervoor zorgt dat het mes er niet uit valt.

Aan de achterzijde van de schede is een diamantslijper aangebracht.
Het draagelement is gemaakt van cordura en wordt gebruikt om de schede en het mes te bevestigen aan een koppel, tactisch vest of draagsysteem (bv. een MOLLE, PALS of IDZ draagsysteem).

De schede is aan het draagelement bevestigd met een riempje met drukknoop en een riem met klittenbandsluiting.
Foedraal en mes wegen samen 525 g.

## Varianten
Inmiddels zijn er allerlei variaties van de KM2000 ontwikkeld, met andere vormen, gebruikte materialen en kleuren.
Varianten zijn bijvoorbeeld de KM1000 zonder lemmetcoating, de KM3000; KM4000 en KM5000 met een speerpunt-lemmet, waarbij het snijvlak van de KM3000 net als bij de KM2000 gedeeltelijk gekarteld is, en de KM4000 een gekartelde rug (zaag) heeft en te gebruiken is als draadknipper.
De nieuwere versie (sinds 2008) van KM2000 heeft een verbeterd Bohler N695 roestvast stalen gemodificeerd tanto lemmet.
Alle varianten, behalve de KM4000, worden geproduceerd in zwarte, legergroene en zandkleurige varianten.
Naast het harde polyamide foedraal is er een speciaal lederen foedraal verkrijgbaar.